# 摂政・関白の一覧
日本の摂政および関白（摂関）の一覧。
なお、摂政・関白の具体的な職掌などについては、それぞれの項目を参照のこと。

## 概説

### 上代
『日本書紀』によれば、神功皇后が夫・仲哀天皇の崩後、皇太后として幼少の誉田別皇子（後の応神天皇）の代わりに「摂政」したというが、皇太后の執政は摂政というよりも称制に基づくものと考えられるし、また皇后の実在性の問題も含めて一般には史実と考えられていない。したがって、神功皇后は摂政の例に数えない。

### 皇親摂政期（律令体制下）
7世紀には有力な王位継承候補者が国政に与る慣行があり、これは厩戸皇子（聖徳太子）が推古天皇の摂政として国政を代行したのを始めとする。他に、中大兄皇子を斉明天皇の摂政、草壁皇子を天武天皇の摂政と解釈する説もある。この時代の摂政を平安時代以降の人臣摂政と区別して、皇親摂政と呼ぶことがある。

### 人臣摂関期

#### 平安時代
藤原良房が人臣（皇族以外の者）として初めて摂政に任じられ（人臣摂政）、良房の甥で養子の藤原基経が最初の関白となって以来、摂政および関白の職は基経の子孫である藤原北家嫡流によって世襲された。この家系はやがて摂家と呼ばれるようになる。摂関の職は初め、職事官である大臣と兼務する官職であると考えられていたが、藤原兼家が右大臣を辞任した後も摂政に留まって以来、摂関は正官のごとく見なされ、前大臣（大臣経験者）で摂関に補任される者も現れるようになった。

#### 中近世
平安時代中期以降、摂政・関白は常設の官となり、安土桃山時代の豊臣氏関白2名を除いて、藤原道長の子孫（御堂流）によって独占的に世襲された。御堂流は鎌倉時代初期に近衛家・九条家の2家に分かれ、さらに中頃に近衛家から鷹司家、九条家から二条家・一条家が分立するが、これらの5家系を五摂家と呼び、代々そのうち官位の最も高い者が摂政か関白に任じられるのを慣例とした。以後の摂関は、天皇親政が標榜された建武政権期（1333年 - 1336年）と南朝初期（1337年 - 1352年）、豊臣政権末期（1595年 - 1600年）などの若干の中断を除き、慶応3年12月9日（1868年1月3日）の王政復古に伴って摂関職が廃止されるまで常置されることとなる。

### 皇親摂政期（立憲体制下）
近代立憲君主制下で天皇に代わって大権を行使する皇族摂政。旧皇室典範で定められた皇族摂政に就任したのは、大正天皇に対する皇太子裕仁親王（後の昭和天皇）の1人のみである（1921年 - 1926年）。摂政時代の裕仁親王は「摂政宮」（せっしょうのみや）と呼ばれた。なお、昭和22年（1947年）から施行された現皇室典範においても摂政の制度が定められているが、現在までに就任した皇族はおらず、天皇が一時的に執務を行えない場合は、皇太子などが国事行為臨時代行としてこれを代行している。

## 一覧
| 人                         | 任官者 | 任官者 | 任官者 | 期間 | 期間中の官位 | 備考 | 在官時 の天皇 |
| 人                         | | 摂政 | 関白 | 期間 | 期間中の官位 | 備考 | 在官時 の天皇 |
| 飛鳥時代                   | 飛鳥時代 | 飛鳥時代 | 飛鳥時代 | 飛鳥時代 | 飛鳥時代 | 飛鳥時代 | 飛鳥時代 |
| -------------------------- | --- | --- | --- | --- | --- | --- | --- |
| 1                          | | 厩戸皇子 うまやど の みこ | 未設置 | 推古天皇元年4月10日 （593年5月15日） - 推古天皇30年2月22日 （622年4月8日）                                                                                           | | 推古天皇の皇太子。 在官のまま薨御。 聖徳太子。 | 推古 |
| -                          | 任官者なし | 任官者なし | 未設置 | | | | 推古 |
| -                          | 任官者なし | 任官者なし | 未設置 | 舒明 | | | |
| -                          | 任官者なし | 任官者なし | 未設置 | 皇極 | | | |
| -                          | 任官者なし | 任官者なし | 未設置 | 孝徳 | | | |
| 2                          | | 中大兄皇子 なかのおおえ の みこ | 未設置 | 斉明天皇元年1月3日 （655年2月14日） - 斉明天皇7年7月24日 （661年8月24日）                                                                                            | | 斉明天皇の皇太子。 天智天皇として即位。 葛城皇子。 | 斉明 |
| -                          | 任官者なし | 任官者なし | 未設置 | | | | 天智 |
| -                          | 任官者なし | 任官者なし | 未設置 | 弘文 | | | |
| 3                          | | 草壁皇子 くさかべ の みこ | 未設置 | 天武天皇10年2月25日 （681年3月19日） - 朱鳥元年9月9日 （686年10月1日）                                                                                               | | 天武天皇の皇太子。 | 天武 |
| -                          | 以降永く任官無し | 以降永く任官無し | 以降永く任官無し | 以降永く任官無し | 以降永く任官無し | 以降永く任官無し | |
| 平安時代                   | | | | | | | |
| 4                          | | 藤原良房 ふじわら の よしふさ | | 貞観8年8月19日 （866年10月1日） - 貞観14年9月2日 （872年10月7日） | 従一位太政大臣 →准三宮 | 清和天皇の外祖父。 人臣摂政の始め。 在官のまま薨御。 | 清和 |
| -                          | 任官者なし | 任官者なし | 任官者なし | 任官者なし | 任官者なし | 良房嫡男の基経が事実上の摂政。 | 清和 |
| 5                          | | 藤原基経 ふじわら の もとつね | | 貞観18年11月29日 （876年12月18日） - 元慶8年2月4日 （884年3月4日）                                                                                                   | 正三位右大臣 →従二位 →太政大臣 →従一位 | 陽成天皇の外伯父。 良房の養嫡男。出自は良房の甥（良房の兄長良の三男）。 太政大臣任官と共に関白となったとの資料もあるが、確定的ではない。                                                                              | 陽成 |
| -                          | 任官者なし | 任官者なし | 任官者なし | 任官者なし | 任官者なし | 一説には、基経が関白に留任したとも。 | 光孝 |
| -                          | 任官者なし | 任官者なし | 任官者なし | 任官者なし | 任官者なし | 一説には、基経が関白に留任したとも。 | 宇多 |
|                            | | | 藤原基経 ふじわら の もとつね | 仁和3年11月21日 （887年12月9日） - 寛平2年12月14日 （891年1月27日）                                                                                                  | 従一位太政大臣 →准三宮 | 宇多天皇の岳父。 任官（或は再任）に際して、阿衡事件が発生。 | |
| -                          | 任官者なし | 任官者なし | 任官者なし | 任官者なし | 任官者なし | 基経の死後は、宇多天皇による親政（寛平の治）が行われ、関白は設置されず。 | |
| -                          | 任官者なし | 任官者なし | 任官者なし | 任官者なし | 任官者なし | 醍醐天皇による親政（延喜の治）。基経嫡男の時平が事実上の関白。 | 醍醐 |
| 6                          | | 藤原忠平 ふじわら の ただひら | | 延長8年9月22日 （930年10月16日） - 天慶4年11月8日 （941年11月29日）                                                                                                  | 正二位左大臣 →従一位 →太政大臣 →准三宮 | 朱雀天皇の外伯父。 基経の四男。 | 朱雀 |
| 6                          | | 藤原忠平 ふじわら の ただひら | 天慶4年11月8日 （941年11月29日） - 天暦3年8月14日 （949年9月9日） | | 正二位左大臣 →従一位 →太政大臣 →准三宮 | 朱雀天皇の外伯父。 基経の四男。 | 朱雀 |
| 6                          | 村上天皇の外伯父。 | 藤原忠平 ふじわら の ただひら | 天慶4年11月8日 （941年11月29日） - 天暦3年8月14日 （949年9月9日） | 村上 | 正二位左大臣 →従一位 →太政大臣 →准三宮 | | |
| -                          | 任官者なし | 任官者なし | 任官者なし | 任官者なし | 任官者なし | 村上天皇の親政（天暦の治）。忠平嫡男の実頼が事実上の関白。 | |
| 7                          | | | 藤原実頼 ふじわら の さねより | 康保4年6月22日 （967年7月31日） - 安和2年8月13日 （969年9月27日） | 従一位左大臣 →太政大臣 | 冷泉天皇の大伯父。 忠平の嫡男。小野宮流祖。 安和の変により、摂関任官権を藤原北家が事実上独占。 | 冷泉 |
| 7                          | 藤原実頼 ふじわら の さねより | | 安和2年8月13日 （969年9月27日） - 天禄元年5月18日 （970年6月24日）                                                                                                   | 円融天皇の大伯父。 在官中に薨御。 | 従一位左大臣 →太政大臣 | 円融 | |
| 8                          | | 藤原伊尹 ふじわら の これただ | | 天禄元年5月20日 （970年6月26日） - 天禄3年10月23日 （972年12月1日）                                                                                                  | 正三位右大臣 →従二位 →正二位太政大臣 | 円融 | 円融天皇の外伯父。 忠平の孫（忠平の次男師輔の嫡男）。九条流。 |
| 9                          | | | 藤原兼通 ふじわら の かねみち | 天禄3年11月27日 （973年1月4日） - 貞元2年10月11日 （977年11月24日）                                                                                                  | 従三位内大臣 →正三位 →従二位 →太政大臣 →従一位 | 円融 | 円融天皇の外伯父。 師輔の次男。九条流。 辞官の際、九条流内での争いにより、摂関職が小野宮流に移る。                                                                   |
| 10                         | | | 藤原頼忠 ふじわら の よりただ | 貞元2年10月11日 （977年11月24日） - 寛和2年6月23日 （986年8月1日）                                                                                                   | 正二位左大臣 →太政大臣 →従一位 | 円融 | 実頼の嫡男。小野宮流。 |
| 10                         | 花山天皇の岳父。 寛和の変によって失脚、辞官。摂関職は九条流に再度移動、独占される。                                                                                  | 花山 | 藤原頼忠 ふじわら の よりただ | 貞元2年10月11日 （977年11月24日） - 寛和2年6月23日 （986年8月1日）                                                                                                   | 正二位左大臣 →太政大臣 →従一位 | | |
| 11                         | | 藤原兼家 ふじわら の かねいえ | | 寛和2年6月24日 （986年8月2日） - 永祚2年5月5日 （990年5月31日） | 准三宮正二位右大臣 →散官 →従一位 →太政大臣 | 一条天皇の外祖父。 師輔の三男。九条流。 散官となることにより、摂関が事実上の正官となる。 | 一条 |
| 11                         | | 藤原兼家 ふじわら の かねいえ | 永祚2年5月5日 （990年5月31日） -永祚2年5月8日 （990年6月3日） | | 准三宮正二位右大臣 →散官 →従一位 →太政大臣 | 一条天皇の外祖父。 師輔の三男。九条流。 散官となることにより、摂関が事実上の正官となる。 | 一条 |
| 12                         | | | 藤原道隆 ふじわら の みちたか | 永祚2年5月8日 （990年6月3日） - 永祚2年5月26日 （990年6月21日） | 正二位内大臣 →散官 | 一条天皇の外伯父、岳父。 兼家の嫡男。中関白家。 | 一条 |
| 12                         | 藤原道隆 ふじわら の みちたか | | 永祚2年5月26日 （990年6月21日） - 正暦4年4月22日 （993年5月16日） | | 正二位内大臣 →散官 | 一条天皇の外伯父、岳父。 兼家の嫡男。中関白家。 | 一条 |
| 12                         | | 藤原道隆 ふじわら の みちたか | 正暦4年4月22日 （993年5月16日） - 長徳元年4月3日 （995年5月5日） | | 正二位内大臣 →散官 | 一条天皇の外伯父、岳父。 兼家の嫡男。中関白家。 | 一条 |
| 13                         | | | 藤原道兼 ふじわら の みちかね | 長徳元年4月27日 （995年5月29日） - 長徳元年5月8日 （995年6月8日） | 正二位右大臣 | 一条天皇の外伯父。 兼家の三男。 通称「七日関白」。在官中に薨御。 | 一条 |
| -                          | 任官者なし | 任官者なし | 任官者なし | 任官者なし | 任官者なし | 兼家五男の道長が関白職を敬遠し、内覧として朝廷を主催。 | 一条 |
| -                          | 任官者なし | 任官者なし | 任官者なし | 任官者なし | 任官者なし | 兼家五男の道長が関白職を敬遠し、内覧として朝廷を主催。 | 三条 |
| 14                         | | 藤原道長 ふじわら の みちなが | | 長和5年正月29日 （1016年3月10日） - 長和6年3月16日 （1017年4月15日）                                                                                                 | 正二位左大臣 | 後一条天皇の外祖父。 兼家の五男。御堂流祖。 道長から次代の頼通にかけて、摂関政治の全盛期を迎える。 | 後一条 |
| 15                         | | 藤原頼通 ふじわら の よりみち | | 長和6年3月16日 （1017年4月15日） - 寛仁3年12月22日 （1020年1月19日）                                                                                                 | 正二位内大臣 →従一位 →左大臣 →太政大臣 →散官 | 後一条天皇の外叔父。 道長の嫡男。 | 後一条 |
| 15                         | | 藤原頼通 ふじわら の よりみち | 寛仁3年12月22日 （1020年1月19日） - 治暦3年12月5日 （1068年1月12日）                                                                                                 | | 正二位内大臣 →従一位 →左大臣 →太政大臣 →散官 | 後一条天皇の外叔父。 道長の嫡男。 | 後一条 |
| 15                         | 後朱雀天皇の外叔父。 | 藤原頼通 ふじわら の よりみち | 寛仁3年12月22日 （1020年1月19日） - 治暦3年12月5日 （1068年1月12日）                                                                                                 | 後朱雀 | 正二位内大臣 →従一位 →左大臣 →太政大臣 →散官 | | |
| 15                         | 後冷泉天皇の外叔父、岳父。 | 藤原頼通 ふじわら の よりみち | 寛仁3年12月22日 （1020年1月19日） - 治暦3年12月5日 （1068年1月12日）                                                                                                 | 後冷泉 | 正二位内大臣 →従一位 →左大臣 →太政大臣 →散官 | | |
| 16                         | | | 藤原教通 ふじわら の のりみち | 治暦4年4月17日 （1068年5月20日） - 承保2年9月25日 （1075年11月6日）                                                                                                  | 従一位左大臣 →散官 →太政大臣 →散官 | 道長の五男。 後三条天皇による親政（延久の善政）。藤原氏の閨閥から離れた後三条天皇の即位によって皇位と外戚としての摂関の立場が乖離し始める。以降、摂関職は天皇との姻戚よりも摂関家内の血縁関係に左右されるようになる。 | 後三条 |
| 16                         | 在官中に薨御。 | 白河 | 藤原教通 ふじわら の のりみち | 治暦4年4月17日 （1068年5月20日） - 承保2年9月25日 （1075年11月6日）                                                                                                  | 従一位左大臣 →散官 →太政大臣 →散官 | | |
| 17                         | | 白河 | | 藤原師実 ふじわら の もろざね | 承保2年10月15日 （1075年11月25日） - 応徳3年11月26日 （1087年1月3日）                                                                                                | 従一位左大臣 →散官 →太政大臣 →散官 | 白河天皇の岳父。 頼通の嫡男。 |
| 17                         | 藤原師実 ふじわら の もろざね | | 応徳3年11月26日 （1087年1月3日） - 寛治4年12月20日 （1091年1月12日）                                                                                                 | 堀河天皇の義外祖父。 | 堀河 | 従一位左大臣 →散官 →太政大臣 →散官 | |
| 17                         | | 藤原師実 ふじわら の もろざね | 寛治4年12月20日 （1091年1月12日） - 寛治8年3月9日 （1094年3月27日）                                                                                                  | 堀河天皇の義外祖父。 | 堀河 | 従一位左大臣 →散官 →太政大臣 →散官 | |
| 18                         | | | 藤原師通 ふじわら の もろみち | 寛治8年3月9日 （1094年3月27日） - 承徳3年6月28日 （1099年7月18日）                                                                                                   | 堀河 | 正二位内大臣 →従一位 | 堀河天皇の義外叔父。 師実の嫡男。 在官中に薨御。 |
| -                          | 任官者なし | 任官者なし | 任官者なし | 任官者なし | 任官者なし | 師通嫡男の忠実は若年で大臣未経験（権大納言）であったため、内覧に留まる。この間に摂関家に代わって白河上皇の権力が強まり、院政への道が開かれる。                                                                        | |
| 19                         | | | 藤原忠実 ふじわら の たださね | 長治2年12月25日 （1106年1月31日） - 嘉承2年7月19日 （1107年8月9日）                                                                                                  | 堀河 | 正二位右大臣 →従一位 →太政大臣 →散官 | 堀河天皇の従兄。師通の嫡男。 |
| 19                         | 藤原忠実 ふじわら の たださね | | 嘉承2年7月19日 （1107年8月9日） - 永久元年12月26日 （1114年2月3日）                                                                                                  | 摂関家を外戚に持たない幼少の鳥羽天皇の即位により、白河上皇による院政が本格化する。                                                                                   | 鳥羽 | 正二位右大臣 →従一位 →太政大臣 →散官 | |
| 19                         | | 藤原忠実 ふじわら の たださね | 永久元年12月26日 （1114年2月3日） - 保安2年正月22日 （1121年2月11日）                                                                                                | 女勲子の入内への対応で白河上皇の勘気に触れ、失脚（保安元年の政変）。                                                                                                 | 鳥羽 | 正二位右大臣 →従一位 →太政大臣 →散官 | |
| 20                         | | | 藤原忠通 ふじわら の ただみち | 保安2年3月5日 （1121年3月25日） - 保安4年正月28日 （1123年2月25日）                                                                                                  | 鳥羽 | 正二位内大臣 →従一位左大臣 →太政大臣 →散官 →太政大臣 →散官 | 忠実の嫡男。 |
| 20                         | 藤原忠通 ふじわら の ただみち | | 保安4年正月28日 （1123年2月25日） - 大治4年7月1日 （1129年7月18日）                                                                                                  | 崇徳 | | 正二位内大臣 →従一位左大臣 →太政大臣 →散官 →太政大臣 →散官 | 忠実の嫡男。 |
| 20                         | | 藤原忠通 ふじわら の ただみち | 大治4年7月1日 （1129年7月18日） - 永治元年12月7日 （1142年1月5日）                                                                                                   | 崇徳 | 崇徳天皇の岳父。 | 正二位内大臣 →従一位左大臣 →太政大臣 →散官 →太政大臣 →散官 | |
| 20                         | 藤原忠通 ふじわら の ただみち | | 永治元年12月7日 （1142年1月5日） - 久安6年12月9日 （1150年12月29日）                                                                                                 | 近衛天皇の義岳父。 摂関家嫡流を巡り、父忠実や弟頼長と対立する。 | 近衛 | 正二位内大臣 →従一位左大臣 →太政大臣 →散官 →太政大臣 →散官 | |
| 20                         | | 藤原忠通 ふじわら の ただみち | 久安6年12月9日 （1150年12月29日） - 保元3年8月11日 （1158年9月5日）                                                                                                  | 近衛天皇の義岳父。 摂関家嫡流を巡り、父忠実や弟頼長と対立する。 | 近衛 | 正二位内大臣 →従一位左大臣 →太政大臣 →散官 →太政大臣 →散官 | |
| 20                         | 保元の乱が発生。忠通は後白河天皇方につき勝利、崇徳上皇方についた忠実は失脚、頼長は敗死する。                                                                         | 藤原忠通 ふじわら の ただみち | 久安6年12月9日 （1150年12月29日） - 保元3年8月11日 （1158年9月5日）                                                                                                  | 後白河 | | 正二位内大臣 →従一位左大臣 →太政大臣 →散官 →太政大臣 →散官 | |
| 21                         | | | 近衛基実 このえ もとさね | 保元3年8月11日 （1158年9月5日） - 永万元年6月25日 （1165年8月3日）                                                                                                   | 正二位右大臣 →左大臣 →散官 | 二条天皇の義兄。 忠通の嫡男。近衛家祖。 | 二条 |
| 21                         | 近衛基実 このえ もとさね | | 永万元年6月25日 （1165年8月3日） - 永万2年7月26日 （1166年8月23日）                                                                                                  | 六条天皇の義外伯父。 在官中に薨御。 | 正二位右大臣 →左大臣 →散官 | 六条 | |
| 22                         | | 松殿基房 まつどの もとふさ | | 永万2年7月27日 （1166年8月24日） - 承安2年12月27日 （1173年1月12日）                                                                                                 | 正二位左大臣 →散官 →従一位 →太政大臣 →散官 | 六条 | 六条天皇の義外叔父。 忠通の五男。松殿家祖。 |
| 22                         | 平清盛と対立、治承三年の政変により解官される。 | 松殿基房 まつどの もとふさ | 高倉 | 永万2年7月27日 （1166年8月24日） - 承安2年12月27日 （1173年1月12日）                                                                                                 | 正二位左大臣 →散官 →従一位 →太政大臣 →散官 | | |
| 22                         | 平清盛と対立、治承三年の政変により解官される。 | | 高倉 | 松殿基房 まつどの もとふさ | 正二位左大臣 →散官 →従一位 →太政大臣 →散官 | 承安2年12月27日 （1173年1月12日） - 治承3年11月15日 （1179年12月15日） | |
| 23                         | | | 高倉 | 近衛基通 このえ もとみち | 治承3年11月15日 （1179年12月15日） - 治承4年2月21日 （1180年3月18日）                                                                                                | 正二位内大臣 →従一位 →散官 | 高倉天皇の義兄。 基実の嫡男。 |
| 23                         | 近衛基通 このえ もとみち | | 治承4年2月21日 （1180年3月18日） - 寿永2年11月21日 （1184年1月5日）                                                                                                  | 平氏と親密であったが、安徳天皇の西下には供奉せず、京に留まる。 | 安徳 | 正二位内大臣 →従一位 →散官 | |
| 23                         | 近衛基通 このえ もとみち | 平氏に代わって入京した源義仲と対立、法住寺合戦によって任を解かれる。                                                                                                 | 治承4年2月21日 （1180年3月18日） - 寿永2年11月21日 （1184年1月5日）                                                                                                  | 後鳥羽 | | 正二位内大臣 →従一位 →散官 | |
| 24                         | | 松殿師家 まつどの もろいえ | | 後鳥羽 | 寿永2年11月21日 （1184年1月5日） - 寿永3年正月22日 （1184年3月6日）                                                                                                  | 正三位内大臣 →従二位 →正二位 | 基房の嫡男。 松殿家は源義仲と接近し、摂政位を手に入れるが、義仲敗死と共に失脚。以降、松殿家からは摂関は輩出されていない。                                            |
| （23）                     | | 近衛基通 このえ もとみち | | 後鳥羽 | 寿永3年正月22日 （1184年3月6日） - 文治2年3月12日 （1186年4月3日）                                                                                                   | 従一位前内大臣 | 師家に代わって摂政復帰。しかし嘗ての平氏政権時代の経歴が尾を引き、源頼朝らと対立する。源義経への頼朝追討院宣発給の疑いで、解官される。                               |
| 25                         | | 九条兼実 くじょう かねざね | | 後鳥羽 | 文治2年3月12日 （1186年4月3日） - 建久2年12月17日 （1192年1月3日）                                                                                                   | 従一位右大臣 →散官 →太政大臣 | 後鳥羽天皇の岳父。 忠通の六男。九条家祖。 親頼朝の立場を貫き、鎌倉幕府創設に関与する。施政方針を巡って中下級公卿らと対立、解任される（建久七年の政変）。             |
| 25                         | | 九条兼実 くじょう かねさね | 建久2年12月17日 （1192年1月3日） - 建久7年11月25日 （1196年12月16日）                                                                                                | 後鳥羽 | | 従一位右大臣 →散官 →太政大臣 | 後鳥羽天皇の岳父。 忠通の六男。九条家祖。 親頼朝の立場を貫き、鎌倉幕府創設に関与する。施政方針を巡って中下級公卿らと対立、解任される（建久七年の政変）。             |
| 鎌倉時代                   | | | | | | | |
| （23）                     | | | 近衛基通 このえ もとみち | 建久7年11月25日 （1196年12月16日） - 建久9年正月11日 （1198年2月18日）                                                                                               | 従一位前内大臣 | | 後鳥羽 |
| （23）                     | 近衛基通 このえ もとみち | | 建久9年正月11日 （1198年2月18日） - 建仁2年12月25日 （1203年2月8日）                                                                                                 | 土御門 | 従一位前内大臣 | | |
| 26                         | | 九条良経 くじょう よしつね | | 土御門 | 建仁2年12月25日 （1203年2月8日） - 元久3年3月7日 （1206年4月16日）                                                                                                   | 正二位左大臣 →従一位 →散官 →太政大臣 →散官 | 兼実の嫡男。 在官中に薨御。 |
| 27                         | | 近衛家実 このえ いえさね | | 土御門 | 元久3年3月10日 （1206年4月19日） - 建永元年12月8日 （1207年1月7日）                                                                                                  | 正二位左大臣 →従一位 →散官 | 基通の嫡男。後鳥羽上皇の幕府打倒の挙兵（承久の乱）に反対、解任される。                                                                                               |
| 27                         | | 近衛家実 このえ いえさね | 建永元年12月8日 （1207年1月7日） - 承久3年4月20日 （1221年5月13日）                                                                                                  | 土御門 | | 正二位左大臣 →従一位 →散官 | 基通の嫡男。後鳥羽上皇の幕府打倒の挙兵（承久の乱）に反対、解任される。                                                                                               |
| 27                         | 順徳 | 近衛家実 このえ いえさね | 建永元年12月8日 （1207年1月7日） - 承久3年4月20日 （1221年5月13日）                                                                                                  | | | 正二位左大臣 →従一位 →散官 | 基通の嫡男。後鳥羽上皇の幕府打倒の挙兵（承久の乱）に反対、解任される。                                                                                               |
| 28                         | | 九条道家 くじょう みちいえ | | 承久3年4月20日 （1221年5月13日） - 承久3年7月8日 （1221年7月28日）                                                                                                   | 正二位左大臣 | 仲恭天皇の義叔父。 良経の嫡男。 承久の乱の敗戦に連座して解任される。 | 仲恭 |
| （27）                     | | 近衛家実 このえ いえさね | | 承久3年7月8日 （1221年7月28日） - 貞応2年12月14日 （1224年1月6日）                                                                                                   | 従一位前左大臣 →太政大臣 →散官 | 後堀河天皇の岳父。 | 後堀河 |
| （27）                     | | 近衛家実 このえ いえさね | 貞応2年12月14日 （1224年1月6日） - 安貞2年12月24日 （1229年1月20日）                                                                                                 | | 従一位前左大臣 →太政大臣 →散官 | 後堀河天皇の岳父。 | 後堀河 |
| （28）                     | | | 九条道家 くじょう みちいえ | 安貞2年12月24日 （1229年1月20日） - 寛喜3年7月5日 （1231年8月4日）                                                                                                   | 正二位左大臣 | 後堀河天皇の岳父。 以降、近衛・九条両家が交互に摂関に就く慣例となる。摂関家の系譜の分裂。 | 後堀河 |
| 29                         | | | 九条教実 くじょう のりさね | 寛喜3年7月5日 （1231年8月4日） - 貞永元年10月4日 （1232年11月17日）                                                                                                  | 正二位左大臣 →従一位 | 後堀河天皇の義兄。 道家の嫡男。 | 後堀河 |
| 29                         | 九条教実 くじょう のりさね | | 貞永元年10月4日 （1232年11月17日） - 文暦2年3月28日 （1235年4月17日）                                                                                                | 四条天皇の外叔父。 在官中に薨御。 | 正二位左大臣 →従一位 | 四条 | |
| （28）                     | | 九条道家 くじょう みちいえ | | 文暦2年3月28日 （1235年4月17日） - 嘉禎3年3月10日 （1237年4月6日）                                                                                                   | 従一位前左大臣 | 四条 | 四条天皇の外祖父。 |
| 30                         | | 近衛兼経 このえ かねつね | | 嘉禎3年3月10日 （1237年4月6日） - 仁治3年正月9日 （1242年2月10日）                                                                                                   | 従一位左大臣 →散官 →太政大臣 →散官 | 四条 | 四条天皇の外叔父。 家実の嫡男。 |
| 30                         | | 近衛兼経 このえ かねつね | 仁治3年正月20日 （1242年2月21日） - 仁治3年3月25日 （1242年4月26日）                                                                                                 | | 従一位左大臣 →散官 →太政大臣 →散官 | 後嵯峨 | |
| 31                         | | | 二条良実 にじょう よしさね | 仁治3年3月25日 （1242年4月26日） - 寛元4年正月28日 （1246年2月15日）                                                                                                 | 従一位左大臣 →散官 | 後嵯峨 | 後嵯峨天皇の義従弟。 道家の次男。二条家祖。 |
| 32                         | | | 一条実経 いちじょう さねつね | 寛元4年正月28日 （1246年2月15日） - 寛元4年正月29日 （1246年2月16日）                                                                                                | 正二位左大臣 →従一位 →散官 | 後嵯峨 | 後嵯峨天皇の義従弟。 道家の四男。一条家祖。 |
| 32                         | 一条実経 いちじょう さねつね | | 寛元4年正月29日 （1246年2月16日） - 寛元5年正月19日 （1247年2月25日）                                                                                                | 将軍として関東に下っていた兄・頼経が幕府内の権力争いに巻き込まれ失脚（宮騒動）、実経も連座して摂政を辞する。                                                         | 正二位左大臣 →従一位 →散官 | 後深草 | |
| （30）                     | | 近衛兼経 このえ かねつね | | 寛元5年正月19日 （1247年2月25日） - 建長4年10月3日 （1252年11月6日）                                                                                                 | 従一位前太政大臣 | 後深草 | |
| 33                         | | 鷹司兼平 たかつかさ かねひら | | 延長4年10月3日 （1252年11月6日） - 延長6年12月2日 （1255年1月11日）                                                                                                  | 従一位左大臣 →太政大臣 →散官 | 後深草 | 家実の四男。鷹司家祖。 |
| 33                         | | 鷹司兼平 たかつかさ かねひら | 延長6年12月2日 （1255年1月11日） - 弘長元年4月29日 （1261年5月29日）                                                                                                 | | 従一位左大臣 →太政大臣 →散官 | 後深草 | 家実の四男。鷹司家祖。 |
| 33                         | 亀山 | 鷹司兼平 たかつかさ かねひら | 延長6年12月2日 （1255年1月11日） - 弘長元年4月29日 （1261年5月29日）                                                                                                 | | 従一位左大臣 →太政大臣 →散官 | | 家実の四男。鷹司家祖。 |
| （31）                     | | | 二条良実 にじょう よしさね | 弘長元年4月29日 （1261年5月29日） - 文永2年閏4月18日 （1265年6月3日）                                                                                                | 従一位前左大臣 | | |
| （32）                     | | | 一条実経 いちじょう さねつね | 文永2年閏4月18日 （1265年6月3日） - 文永4年12月9日 （1267年12月25日）                                                                                                | 従一位左大臣 →散官 | | |
| 34                         | | | 近衛基平 このえ もとひら | 文永4年12月9日 （1267年12月25日） - 文永5年11月19日 （1268年12月24日）                                                                                               | 従一位左大臣 | 兼経の嫡男。 在官中に薨御。 | |
| 35                         | | | 鷹司基忠 たかつかさ もとただ | 文永5年12月10日 （1269年1月13日） - 文永10年5月5日 （1273年5月22日）                                                                                                 | 従一位左大臣 | 兼平の嫡男。 | |
| 36                         | | | 九条忠家 くじょう ただいえ | 文永10年5月5日 （1273年5月22日） - 文永11年正月26日 （1274年3月6日）                                                                                                 | 正二位前左大臣 →従一位 | 教実の嫡男。 忠家の任官により、九条家は宮騒動の痛手から回復、摂関家としての家格を保守する。 | |
| 36                         | 九条忠家 くじょう ただいえ | | 文永11年正月26日 （1274年3月6日） - 文永11年6月20日 （1274年7月24日）                                                                                                | 後宇多 | 正二位前左大臣 →従一位 | 教実の嫡男。 忠家の任官により、九条家は宮騒動の痛手から回復、摂関家としての家格を保守する。 | |
| 37                         | | 一条家経 いちじょう いえつね | | 後宇多 | 文永11年6月20日 （1274年7月24日） - 建治元年10月21日 （1275年11月10日）                                                                                              | 従一位左大臣 | 実経の嫡男。 |
| （33）                     | | 鷹司兼平 たかつかさ かねひら | | 後宇多 | 建治元年10月21日 （1275年11月10日） - 弘安元年12月7日 （1279年1月20日）                                                                                              | 従一位前太政大臣 →太政大臣 →散官 | |
| （33）                     | | 鷹司兼平 たかつかさ かねひら | 弘安元年12月7日 （1279年1月20日） - 弘安10年8月11日 （1287年9月19日）                                                                                                | 後宇多 | | 従一位前太政大臣 →太政大臣 →散官 | |
| 38                         | | | 二条師忠 にじょう もろただ | 後宇多 | 弘安10年8月11日 （1287年9月19日） - 正応2年4月13日 （1289年5月4日）                                                                                                  | 従一位左大臣 →散官 | 良実の嫡男。 |
| 38                         | 伏見 | | 二条師忠 にじょう もろただ | | 弘安10年8月11日 （1287年9月19日） - 正応2年4月13日 （1289年5月4日）                                                                                                  | 従一位左大臣 →散官 | 良実の嫡男。 |
| 39                         | | | 近衛家基 このえ いえもと | 正応2年4月13日 （1289年5月4日） - 正応4年5月27日 （1291年6月24日）                                                                                                   | 従一位右大臣 →散官 | 基平の嫡男。 | |
| 40                         | | | 九条忠教 くじょう ただのり | 正応4年5月27日 （1291年6月24日） - 正応6年2月25日 （1293年4月3日）                                                                                                   | 従一位左大臣 →散官 | 忠家の嫡男。 | |
| （39）                     | | | 近衛家基 このえ いえもと | 正応6年2月25日 （1293年4月3日） - 永仁4年6月19日 （1296年7月20日）                                                                                                   | 従一位前右大臣 | 在官中に薨御。 | |
| 41                         | | | 鷹司兼忠 たかつかさ かねただ | 永仁4年7月24日 （1296年8月24日） - 永仁6年7月22日 （1298年8月30日）                                                                                                  | 従一位左大臣 →散官 | 基忠の養嫡男。出自は基忠の弟（兼平の次男）。 | |
| 41                         | 鷹司兼忠 たかつかさ かねただ | | 永仁6年7月22日 （1298年8月30日） - 永仁6年12月20日 （1299年1月23日）                                                                                                 | 後伏見 | 従一位左大臣 →散官 | 基忠の養嫡男。出自は基忠の弟（兼平の次男）。 | |
| 42                         | | 二条兼基 にじょう かねもと | | 後伏見 | 永仁6年12月20日 （1299年1月23日） - 正安2年12月16日 （1301年1月26日）                                                                                                | 従一位左大臣 →散官 →太政大臣 →散官 | 師忠の養嫡男。出自は師忠の弟（良実の次男）。 |
| 42                         | | 二条兼基 にじょう かねもと | 正安2年12月16日 （1301年1月26日） - 嘉元3年4月12日 （1305年5月6日）                                                                                                  | 後伏見 | | 従一位左大臣 →散官 →太政大臣 →散官 | 師忠の養嫡男。出自は師忠の弟（良実の次男）。 |
| 42                         | 後二条天皇の義従兄。 | 二条兼基 にじょう かねもと | 正安2年12月16日 （1301年1月26日） - 嘉元3年4月12日 （1305年5月6日）                                                                                                  | 後二条 | | 従一位左大臣 →散官 →太政大臣 →散官 | |
| 43                         | | | 九条師教 くじょう もろのり | 後二条 | 嘉元3年4月12日 （1305年5月6日） - 徳治3年8月25日 （1308年9月10日）                                                                                                   | 従一位左大臣 →散官 | 忠教の嫡男。 |
| 43                         | 九条師教 くじょう もろのり | | 徳治3年8月25日 （1308年9月10日） - 延慶元年11月10日 （1308年12月22日）                                                                                               | 花園 | | 従一位左大臣 →散官 | 忠教の嫡男。 |
| 44                         | | 鷹司冬平 たかつかさ ふゆひら | | 花園 | 延慶元年11月10日 （1308年12月22日） - 延慶4年3月15日 （1311年4月4日）                                                                                                | 従一位左大臣 →散官 →太政大臣 →散官 | 兼忠の養嫡男。出自は兼忠の甥（基忠の長男）。 |
| 44                         | | 鷹司冬平 たかつかさ ふゆひら | 延慶4年3月15日 （1311年4月4日） - 正和2年7月12日 （1313年8月4日） | 花園 | | 従一位左大臣 →散官 →太政大臣 →散官 | 兼忠の養嫡男。出自は兼忠の甥（基忠の長男）。 |
| 45                         | | | 近衛家平 このえ いえひら | 花園 | 正和2年7月12日 （1313年8月4日） - 正和4年9月21日 （1315年10月19日）                                                                                                  | 従一位左大臣 →散官 | 家基の嫡男。 |
| （44）                     | | | 鷹司冬平 たかつかさ ふゆひら | 花園 | 正和4年9月22日 （1315年10月20日） - 正和5年8月23日 （1316年9月10日）                                                                                                 | 従一位前太政大臣 | |
| 46                         | | | 二条道平 にじょう みちひら | 花園 | 正和5年8月23日 （1316年9月10日） - 文保2年12月29日 （1319年1月21日）                                                                                                 | 従一位左大臣 →散官 | 兼基の嫡男。 |
| 46                         | 後醍醐天皇の岳父。 | 後醍醐 | 二条道平 にじょう みちひら | | 正和5年8月23日 （1316年9月10日） - 文保2年12月29日 （1319年1月21日）                                                                                                 | 従一位左大臣 →散官 | |
| 47                         | | 後醍醐 | | 一条内経 いちじょう うちつね | 文保2年12月29日 （1319年1月21日） - 元享3年3月29日 （1323年5月4日）                                                                                                  | 正二位内大臣 →従一位 →散官 | 家経の孫（家経の嫡男内実の嫡男）。 |
| 48                         | | 後醍醐 | | 九条房実 くじょう ふさざね | 元享3年3月29日 （1323年5月4日） - 正中元年12月27日 （1325年1月12日）                                                                                                 | 正二位左大臣 →散官 →従一位 | 師教の養嫡男。出自は師教の弟（忠教の次男）。 |
| （44）                     | | 後醍醐 | | 鷹司冬平 たかつかさ ふゆひら | 正中元年12月27日 （1325年1月12日） - 嘉暦2年正月19日 （1327年2月11日）                                                                                               | 従一位太政大臣 | 在官中に薨御。 |
| （46）                     | | 後醍醐 | | 二条道平 にじょう みちひら | 嘉暦2年2月12日 （1327年3月6日） - 元徳2年正月26日 （1330年2月14日）                                                                                                  | 従一位 | |
| 49                         | | 後醍醐 | | 近衛経忠 このえ つねただ | 元徳2年正月26日 （1330年2月14日） - 元徳2年8月25日 （1330年10月7日）                                                                                                 | 正二位右大臣 →散官 →従一位 | 家平の嫡男。 内覧補充のため、短期間で辞官。 |
| 50                         | | 後醍醐 | | 鷹司冬教 たかつかさ ふゆのり | 元徳2年8月25日 （1330年10月7日） - 正慶2年5月17日 （1333年6月29日）                                                                                                  | 従一位左大臣 →散官 | 冬平の養嫡男。出自は冬平の弟（基忠の三男）。 |
| 50                         | 後醍醐上皇の命により、鎌倉幕府滅亡。後醍醐天皇から光厳天皇への譲位も取り消しとなり、冬教の関白職も無効となる。                                                       | 光厳 | | 鷹司冬教 たかつかさ ふゆのり | 元徳2年8月25日 （1330年10月7日） - 正慶2年5月17日 （1333年6月29日）                                                                                                  | 従一位左大臣 →散官 | |
| -                          | 官職なし | 官職なし | 官職なし | 官職なし | 官職なし | 後醍醐天皇による親政（建武の新政）。親政の精神に則り、摂関職を廃絶する。後に、足利尊氏による反乱（延元の乱）に敗れ、親政は崩壊する。                                                                                  | 後醍醐 |
| （49）                     | | | 近衛経忠 このえ つねただ | 建武3年8月15日 （1336年9月20日） - | 従一位左大臣 | 摂関職の復活。 | 光明 |
| -                          | 建武3年12月28日（1337年1月30日）、後醍醐天皇が吉野で自身の皇位と自身主宰の朝廷の正統性を宣言。南北朝時代の始め。                                                     | 建武3年12月28日（1337年1月30日）、後醍醐天皇が吉野で自身の皇位と自身主宰の朝廷の正統性を宣言。南北朝時代の始め。                                                     | 建武3年12月28日（1337年1月30日）、後醍醐天皇が吉野で自身の皇位と自身主宰の朝廷の正統性を宣言。南北朝時代の始め。                                                     | 建武3年12月28日（1337年1月30日）、後醍醐天皇が吉野で自身の皇位と自身主宰の朝廷の正統性を宣言。南北朝時代の始め。                                                     | 建武3年12月28日（1337年1月30日）、後醍醐天皇が吉野で自身の皇位と自身主宰の朝廷の正統性を宣言。南北朝時代の始め。                                                     | 建武3年12月28日（1337年1月30日）、後醍醐天皇が吉野で自身の皇位と自身主宰の朝廷の正統性を宣言。南北朝時代の始め。 | 建武3年12月28日（1337年1月30日）、後醍醐天皇が吉野で自身の皇位と自身主宰の朝廷の正統性を宣言。南北朝時代の始め。                                                     |
| 南朝                       | | | | | | | |
| -                          | 補任記録が残されておらず、不明な点が多いが、根本史料に基づいて復元を試みると、およそ以下のとおりになるという。                                                       | 補任記録が残されておらず、不明な点が多いが、根本史料に基づいて復元を試みると、およそ以下のとおりになるという。                                                       | 補任記録が残されておらず、不明な点が多いが、根本史料に基づいて復元を試みると、およそ以下のとおりになるという。                                                       | 補任記録が残されておらず、不明な点が多いが、根本史料に基づいて復元を試みると、およそ以下のとおりになるという。                                                       | 補任記録が残されておらず、不明な点が多いが、根本史料に基づいて復元を試みると、およそ以下のとおりになるという。                                                       | 補任記録が残されておらず、不明な点が多いが、根本史料に基づいて復元を試みると、およそ以下のとおりになるという。 | |
| -                          | 官職なし | 官職なし | 官職なし | 官職なし | 官職なし | 建武の新政の精神に則り、摂関職を置かず。 | 後醍醐 |
| -                          | 官職なし | 官職なし | 官職なし | 官職なし | 官職なし | 建武の新政の精神に則り、摂関職を置かず。 | 後村上 |
| 51 （南1）                 | | | 二条師基 にじょう もろもと | 正平6年12月28日 （1352年1月15日） - 正平9年？ （1354年？） | 従一位左大臣 | 兼基の次男。 尊氏の南朝への降伏により両朝廷は一旦統合（正平一統）、北朝関白の二条良基解任の上で、大覚寺統も摂関職を復活、師基が任ぜられた。正平一統は半年足らずで破られたが、以降南朝にも関白が立つようになる。       | |
| 52 （南2）                 | | | 近衛経家 このえ つねいえ | 正平9年？ （1354年？） - 正平11年2月以前 （1356年3月以前） | 内大臣？ | 経忠の嫡男。 経忠の南朝出仕によって自身の北朝における栄達が絶望的になったため、自身も南朝へ帰参、直後に関白に任ぜられたか。                                                                                           | |
| 53 （南3）                 | | | 二条教基 にじょう のりもと | 正平11年2月以前 （1356年3月以前） - 年月日不明 | 左大臣 | 師基の嫡男。 | |
| （52） （南2）             | | | 近衛経家 このえ つねいえ | 年月日不明 - 正平16年12月以前 （1361年12月以前） | | | |
| （53） （南3）             | | | 二条教基 にじょう のりもと | 正平16年12月以前 （1361年12月以前） - 年月日不明 | | | |
| 54 （南4）                 | | | 二条教頼 にじょう のりより | 天授元年以前 （1375年以前） - 弘和元年以後 （1381年以後） | 左大臣 | 師基の子。 | 長慶 |
| 55 （南5）                 | | | 二条冬実 にじょう ふゆさね | 元中元年前後 （1384年前後） | | 教基の嫡男。 資料には『二条長■』（一字不明）とあるが、冬実の初名か。 | 後亀山 |
| 56 （南6）                 | | | 近衛某 このえ - | 年月日不明 - 元中9年閏10月5日 （1392年11月19日） | | 経家の子か。 一説には、後の花山院持忠。 | 後亀山 |
| -                          | 元中9年閏10月5日（1392年11月19日）、南朝の後亀山天皇が北朝の後小松天皇の譲位する形で両朝一統が実現（明徳の和約）。南北朝時代は終焉し、官職も北朝のそれに一統される。 | 元中9年閏10月5日（1392年11月19日）、南朝の後亀山天皇が北朝の後小松天皇の譲位する形で両朝一統が実現（明徳の和約）。南北朝時代は終焉し、官職も北朝のそれに一統される。 | 元中9年閏10月5日（1392年11月19日）、南朝の後亀山天皇が北朝の後小松天皇の譲位する形で両朝一統が実現（明徳の和約）。南北朝時代は終焉し、官職も北朝のそれに一統される。 | 元中9年閏10月5日（1392年11月19日）、南朝の後亀山天皇が北朝の後小松天皇の譲位する形で両朝一統が実現（明徳の和約）。南北朝時代は終焉し、官職も北朝のそれに一統される。 | 元中9年閏10月5日（1392年11月19日）、南朝の後亀山天皇が北朝の後小松天皇の譲位する形で両朝一統が実現（明徳の和約）。南北朝時代は終焉し、官職も北朝のそれに一統される。 | 元中9年閏10月5日（1392年11月19日）、南朝の後亀山天皇が北朝の後小松天皇の譲位する形で両朝一統が実現（明徳の和約）。南北朝時代は終焉し、官職も北朝のそれに一統される。                                                  | 元中9年閏10月5日（1392年11月19日）、南朝の後亀山天皇が北朝の後小松天皇の譲位する形で両朝一統が実現（明徳の和約）。南北朝時代は終焉し、官職も北朝のそれに一統される。 |
| 北朝（京都朝廷、持明院統） | | | | | | | |
| 北1                        | | | 近衛経忠 このえ つねただ | - 建武4年4月6日 （1337年5月6日） | 従一位左大臣 | 南朝出仕のため出奔、解任される。 | 光明 |
| 北2                        | | | 近衛基嗣 このえ もとつぐ | 建武4年4月16日 （1337年5月16日） - 建武5年5月19日 （1338年6月7日）                                                                                                   | 正二位 →従一位 | 家基の孫（家基の次男経平の嫡男）。 基嗣は経忠と近衛家嫡流を争っていたが、これにより基嗣の嫡流が確定する。 | 光明 |
| 北3                        | | | 一条経通 いちじょう つねみち | 建武5年5月19日 （1338年6月7日） - 暦応5年正月26日 （1342年3月3日）                                                                                                   | 正二位左大臣 →散官 →従一位 | 内経の嫡男。 | 光明 |
| 北4                        | | | 九条道教 くじょう みちのり | 暦応5年正月27日 （1342年3月4日） - 康永元年11月12日 （1342年12月10日）                                                                                               | 正二位左大臣 →散官 →従一位 | 房実の養嫡男。出自は房実の甥（師教の長男）。 | 光明 |
| 北5                        | | | 鷹司師平 たかつかさ もろひら | 康永元年11月18日 （1342年12月16日） - 貞和2年2月29日 （1346年3月22日）                                                                                               | 正二位左大臣 →散官 →従一位 | 冬教の養嫡男。出自は冬教の甥（冬平の長男）。 | 光明 |
| 北6                        | | | 二条良基 にじょう よしもと | 貞和2年2月29日 （1346年3月22日） - 観応2年11月7日 （1351年11月26日）                                                                                                 | 正二位右大臣 →従一位 →左大臣 →散官 | 道平の嫡男。 | 光明 |
| 北6                        | 正平一統により北朝は一旦消滅、良基の関白職も停止される。 | 崇光 | 二条良基 にじょう よしもと | 貞和2年2月29日 （1346年3月22日） - 観応2年11月7日 （1351年11月26日）                                                                                                 | 正二位右大臣 →従一位 →左大臣 →散官 | | |
| -                          | 正平一統 | 正平一統 | 正平一統 | 正平一統 | 正平一統 | 正平一統 | 正平一統 |
| （北6）                    | | | 二条良基 にじょう よしもと | 観応3年6月25日 （1352年8月5日） - 延文3年12月29日 （1359年1月28日）                                                                                                  | 従一位前左大臣 | 北朝の復活。 | 後光厳 |
| 北7                        | | | 九条経教 くじょう つねのり | 延文3年12月29日 （1359年1月28日） - 康安元年11月9日 （1361年12月6日）                                                                                                | 従一位左大臣 →散官 | 道教の養嫡男。出自は二条家（道平の子）。 | 後光厳 |
| 北8                        | | | 近衛道嗣 このえ みちつぐ | 康安元年11月9日 （1361年12月6日） - 貞治2年6月16日 （1363年7月27日）                                                                                                 | 従一位左大臣 →散官 | 基嗣の嫡男。 | 後光厳 |
| （北6）                    | | | 二条良基 にじょう よしもと | 貞治2年6月27日 （1363年8月7日） - 貞治6年8月27日 （1367年9月21日）                                                                                                   | 従一位 | | 後光厳 |
| 北9                        | | | 鷹司冬通 たかつかさ ふゆみち | 貞治6年8月27日 （1367年9月21日） - 応安2年11月4日 （1369年12月3日）                                                                                                  | 従一位左大臣 | 師平の嫡男。 | 後光厳 |
| 北10                       | | | 二条師良 にじょう もろよし | 応安2年11月4日 （1369年12月3日） - 永和元年12月27日 （1376年1月18日）                                                                                                | 正二位右大臣 →左大臣 →従一位 →散官 | 良基の嫡男。 | 後光厳 |
| 北10                       | 後円融 | | 二条師良 にじょう もろよし | 応安2年11月4日 （1369年12月3日） - 永和元年12月27日 （1376年1月18日）                                                                                                | 正二位右大臣 →左大臣 →従一位 →散官 | 良基の嫡男。 | |
| 北11                       | | | 九条忠基 くじょう ただもと | 永和元年12月27日 （1376年1月18日） - 康暦元年8月22日 （1379年10月3日）                                                                                               | 正二位左大臣 →従一位 →散官 | 経教の嫡男。 | |
| 北12                       | | | 二条師嗣 にじょう もろつぐ | 康暦元年8月25日 （1379年10月6日） - 永徳2年4月11日 （1382年5月24日）                                                                                                 | 正二位左大臣 →従一位 →散官 | 良基の次男。 | |
| （北6）                    | | 二条良基 にじょう よしもと | | 永徳2年4月11日 （1382年5月24日） - 至徳4年2月7日 （1387年2月7日） | 准三宮従一位太政大臣 →散官 | | 後小松 |
| 北13                       | | 近衛兼嗣 このえ かねつぐ | | 至徳4年2月7日 （1387年2月7日） - 嘉慶2年3月26日 （1388年5月2日） | 従一位内大臣 →右大臣 | 道嗣の嫡男。 在官中に薨御。 | 後小松 |
| （北6）                    | | 二条良基 にじょう よしもと | | 嘉慶2年4月8日 （1388年5月14日） - 嘉慶2年6月12日 （1388年7月15日）                                                                                                   | 准三宮従一位前太政大臣 | | 後小松 |
| （北6）                    | | 二条良基 にじょう よしもと | 嘉慶2年6月12日 （1388年7月15日） | 良基は余命わずかであるとして、師嗣へ即日関白位を譲渡、翌日薨御した。                                                                                                 | 准三宮従一位前太政大臣 | | 後小松 |
| （北12）                   | | | 二条師嗣 にじょう もろつぐ | 嘉慶2年6月12日 （1388年7月15日） - | 従一位前左大臣 | 元中9年閏10月5日（1392年11月19日）、明徳の和約により南北朝統一。 | 後小松 |
| 室町時代                   | | | | | | | |
| 57 （北12）                | | | 二条師嗣 にじょう もろつぐ | - 応永元年11月6日 （1394年11月29日） | 従一位 | 統一日本の関白に留まる。 | 後小松 |
| 58                         | | | 一条経嗣 いちじょう つねつぐ | 応永元年11月6日 （1394年11月29日） - 応永5年3月9日 （1398年3月27日）                                                                                                 | 従一位左大臣 →散官 | 経通の養嫡男。出自は二条家（良基の三男）。 | 後小松 |
| （57）                     | | | 二条師嗣 にじょう もろつぐ | 応永5年3月9日 （1398年3月27日） - 応永6年4月17日 （1399年5月22日）                                                                                                   | 従一位前左大臣 | | 後小松 |
| （58）                     | | | 一条経嗣 いちじょう つねつぐ | 応永6年4月19日 （1399年5月24日） - 応永15年4月20日 （1408年5月15日）                                                                                                 | 従一位前左大臣 | | 後小松 |
| 59                         | | | 近衛忠嗣 このえ ただつぐ | 応永15年4月20日 （1408年5月15日） - 応永16年2月21日 （1409年3月7日）                                                                                                 | 従一位左大臣 →散官 | 兼嗣の嫡男。 | 後小松 |
| 60                         | | | 二条満基 にじょう みつもと | 応永16年3月4日 （1409年3月20日） - 応永17年12月27日 （1411年1月21日）                                                                                                | 正二位左大臣 →従一位 | 師嗣の嫡男。 在官中に薨御。 | 後小松 |
| （58）                     | | | 一条経嗣 いちじょう つねつぐ | 応永17年12月30日 （1411年1月24日） - 応永25年11月17日 （1418年12月14日）                                                                                             | 従一位前左大臣 →准三宮 | 在官中に薨御。 | 後小松 |
| （58）                     | 称光 | | 一条経嗣 いちじょう つねつぐ | 応永17年12月30日 （1411年1月24日） - 応永25年11月17日 （1418年12月14日）                                                                                             | 従一位前左大臣 →准三宮 | 在官中に薨御。 | |
| 61                         | | | 九条満教 くじょう みつのり | 応永25年12月2日 （1418年5月18日） - 応永31年4月20日 （1424年5月18日）                                                                                                | 正二位左大臣 →従一位 →散官 | 忠基の養嫡男。出自は忠基の弟（経教の三男）。 | |
| 62                         | | | 二条持基 にじょう もちもと | 応永31年4月20日 （1424年5月18日） - 正長元年7月20日 （1428年8月30日）                                                                                                | 従一位左大臣 →散官 →左大臣 →散官 | 満基の養嫡男。出自は満基の弟（師嗣の次男）。 | |
| 62                         | 二条持基 にじょう もちもと | | 正長元年7月28日 （1428年9月7日） - 永享4年8月13日 （1432年9月7日）                                                                                                   | 後花園 | 従一位左大臣 →散官 →左大臣 →散官 | 満基の養嫡男。出自は満基の弟（師嗣の次男）。 | |
| 63                         | | 一条兼良 いちじょう かねよし | | 後花園 | 永享4年8月13日 （1432年9月7日） - 永享4年10月26日 （1432年11月18日）                                                                                                 | 従一位左大臣 →散官 | 経嗣の嫡男。 |
|                            | | 二条持基 にじょう もちもと | | 後花園 | 永享4年10月26日 （1432年11月18日） - 永享5年3月23日 （1433年4月13日）                                                                                                | 従一位太政大臣 →散官 | 在官中に薨御。 |
|                            | 二条持基 にじょう もちもと | 永享5年3月23日 （1433年4月13日） - 文安2年11月3日 （1445年12月1日）                                                                                                  | | 後花園 | | 従一位太政大臣 →散官 | 在官中に薨御。 |
| 64                         | | | 近衛房嗣 このえ ふさつぐ | 後花園 | 文安2年11月23日 （1445年12月21日） - 文安4年6月15日 （1447年7月27日）                                                                                                | 従一位左大臣 →散官 | 忠嗣の嫡男。 |
| （63）                     | | | 一条兼良 いちじょう かねよし | 後花園 | 文安4年6月15日 （1447年7月27日） - 享徳2年4月28日 （1453年6月5日）                                                                                                   | 従一位前左大臣 | |
| 65                         | | | 二条持通 にじょう もちみち | 後花園 | 享徳2年4月28日 （1453年6月5日） - 享徳3年6月30日 （1454年7月25日）                                                                                                   | 従一位右大臣 | 持基の嫡男。 |
| 66                         | | | 鷹司房平 たかつかさ ふさひら | 後花園 | 享徳3年7月1日 （1454年7月26日） - 享徳4年6月2日 （1455年7月16日） | 従一位左大臣 | 冬通の孫（冬通の嫡男冬家の嫡男）。 |
| （65）                     | | | 二条持通 にじょう もちみち | 後花園 | 享徳4年6月5日 （1455年7月19日） - 長禄2年12月 （1459年1月） | 従一位 →太政大臣 | |
| 67                         | | | 一条教房 いちじょう のりふさ | 後花園 | 長禄2年12月5日 （1459年1月9日） - 寛正4年4月 （1463年4月） | 正二位左大臣 従一位 →散官 | 兼良の嫡男。 |
| （65）                     | | | 二条持通 にじょう もちみち | 後花園 | 寛正4年4月3日 （1463年4月21日） - 応仁元年5月10日 （1467年6月11日）                                                                                                  | 従一位前太政大臣 | |
| （65）                     | 後土御門 | | 二条持通 にじょう もちみち | | 寛正4年4月3日 （1463年4月21日） - 応仁元年5月10日 （1467年6月11日）                                                                                                  | 従一位前太政大臣 | |
| （63）                     | | | 一条兼良 いちじょう かねよし | 応仁元年5月10日 （1467年6月11日） - 文明2年7月19日 （1470年8月15日）                                                                                                 | 准三宮従一位前太政大臣 | | |
| 68                         | | | 二条政嗣 にじょう まさつぐ | 文明2年8月10日 （1470年9月5日） - 文明8年5月13日 （1476年6月4日） | 正二位左大臣 →従一位 →散官 | 持通の嫡男。 | |
| 69                         | | | 九条政基 くじょう まさもと | 文明8年5月15日 （1476年6月6日） - 文明11年2月27日 （1479年3月20日）                                                                                                  | 従一位左大臣 →散官 | 満教の嫡男。 | |
| 70                         | | | 近衛政家 このえ まさいえ | 文明11年2月30日 （1479年3月23日） - 文明15年2月24日 （1483年4月1日）                                                                                                 | 正二位右大臣 →従一位 →左大臣 →散官 | 房嗣の嫡男。 | |
| 71                         | | | 鷹司政平 たかつかさ まさひら | 文明15年2月25日 （1483年4月2日） - 文明19年2月9日 （1487年3月4日）                                                                                                   | 従一位前左大臣 →太政大臣 →散官 | 房平の嫡男。 | |
| 72                         | | | 九条政忠 くじょう まさただ | 文明19年2月9日 （1487年3月4日） - 長享2年8月23日 （1488年9月28日）                                                                                                   | 正二位前内大臣 | 政基の兄。 政忠は政基と家督を争い、関白任官以前に既に家督を譲っていた。 在官中に薨御。 | |
| 73                         | | | 一条冬良 いちじょう ふゆよし | 長享2年8月28日 （1488年10月3日） - 明応2年3月28日 （1493年4月14日）                                                                                                  | 正二位内大臣 →散官 →従一位 →太政大臣 | 教房の養嫡男。出自は教房の弟（兼良の子）。 | |
| 74                         | | | 近衛尚通 このえ ひさみち | 明応2年3月28日 （1493年4月14日） - 明応6年6月7日 （1497年7月6日） | 正二位右大臣 →従一位 →左大臣 →散官 | 政家の嫡男。 | |
| 75                         | | | 二条尚基 にじょう ひさもと | 明応6年6月18日 （1497年7月17日） - 明応6年10月10日 （1497年11月4日）                                                                                                 | 正二位内大臣 →右大臣 | 政嗣の嫡男。 | |
| （73）                     | | | 一条冬良 いちじょう ふゆよし | 明応6年10月23日 （1497年11月17日） - 文亀元年6月27日 （1501年7月12日）                                                                                               | 従一位前太政大臣 | | |
| （73）                     | 後柏原 | | 一条冬良 いちじょう ふゆよし | 明応6年10月23日 （1497年11月17日） - 文亀元年6月27日 （1501年7月12日）                                                                                               | 従一位前太政大臣 | | |
| 76                         | | | 九条尚経 くじょう ひさつね | 文亀元年6月29日 （1501年7月14日） - 永正10年10月5日 （1513年11月2日）                                                                                                | 正二位右大臣 →左大臣 | 政基の嫡男。 | |
| （74）                     | | | 近衛尚通 このえ ひさみち | 永正10年10月7日 （1513年11月4日） - 永正11年8月24日 （1514年9月12日）                                                                                                | 従一位前左大臣 →太政大臣 | | |
| 77                         | | | 鷹司兼輔 たかつかさ かねすけ | 永正11年8月29日 （1514年9月17日） - 永正15年3月27日 （1518年5月6日）                                                                                                 | 正二位右大臣 →左大臣 →従一位 | 政平の嫡男。 | |
| 78                         | | | 二条尹房 にじょう ただふさ | 永正15年3月30日 （1518年5月9日） - 大永5年4月4日 （1525年4月26日）                                                                                                   | 従二位内大臣 →右大臣 →正二位 →左大臣 →従一位 →散官 | 尚基の嫡男。 | |
| 79                         | | | 近衛稙家 このえ たねいえ | 大永5年4月5日 （1525年4月27日） - 天文2年2月5日 （1533年2月28日） | 正二位右大臣 →従一位 →左大臣 | 尚通の嫡男。 | |
| 79                         | 後奈良 | | 近衛稙家 このえ たねいえ | 大永5年4月5日 （1525年4月27日） - 天文2年2月5日 （1533年2月28日） | 正二位右大臣 →従一位 →左大臣 | 尚通の嫡男。 | |
| 80                         | | | 九条稙通 くじょう たねみち | 天文2年2月5日 （1533年2月28日） - 天文3年11月21日 （1534年12月26日）                                                                                                 | 正二位内大臣 | 尚経の嫡男。 | |
| （78）                     | | | 二条尹房 にじょう ただふさ | 天文3年12月14日 （1535年1月17日） - 天文5年閏10月21日 （1536年12月4日）                                                                                              | 准三宮従一位前左大臣 | | |
| （79）                     | | | 近衛稙家 このえ たねいえ | 天文5年11月1日 （1536年12月13日） - 天文11年2月25日 （1542年3月11日）                                                                                                | 准三宮従一位前左大臣 →太政大臣 →散官 | | |
| 81                         | | | 鷹司忠冬 たかつかさ ただふゆ | 天文11年3月26日 （1542年4月11日） - 天文14年6月2日 （1545年7月10日）                                                                                                 | 従一位前左大臣 | 兼輔の嫡男。 | |
| 82                         | | | 一条房通 いちじょう ふさみち | 天文14年6月2日 （1545年7月10日） - 天文17年12月27日 （1549年1月25日）                                                                                                | 従一位左大臣 →散官 | 冬良の養嫡男。出自は冬良の大甥（教房の嫡男房家の次男）。 | |
| 83                         | | | 二条晴良 にじょう はるよし | 天文17年12月27日 （1549年1月25日） - 天文22年正月20日 （1553年2月2日）                                                                                               | 正二位左大臣 →従一位 →散官 | 尹房の嫡男。 | |
| 84                         | | | 一条兼冬 いちじょう かねふゆ | 天文22年正月22日 （1553年2月4日） - 天文23年2月1日 （1554年3月4日）                                                                                                  | 従一位右大臣 →左大臣 | 房通の嫡男。 在官中に薨御。 | |
| 85                         | | | 近衛前久 このえ さきひさ | 天文23年3月2日 （1554年4月3日） - 永禄11年11月 （1568年-月） | 正二位右大臣 →左大臣 →従一位 →散官 | 稙家の嫡男。 | |
| 85                         | 永禄の変への関与を疑われ、足利義昭らと対立、朝廷を追放される。 | 正親町 | 近衛前久 このえ さきひさ | 天文23年3月2日 （1554年4月3日） - 永禄11年11月 （1568年-月） | 正二位右大臣 →左大臣 →従一位 →散官 | | |
| 安土桃山時代               | | | | | | | |
| （83）                     | | | 二条晴良 にじょう はるよし | 永禄11年12月16日 （1569年1月3日） - 天正6年4月4日 （1578年5月10日）                                                                                                  | 准三宮従一位前左大臣 | | 正親町 |
| 86                         | | | 九条兼孝 くじょう かねたか | 天正6年12月13日 （1579年1月10日） - 天正9年4月29日 （1581年5月31日）                                                                                                 | 正二位前左大臣 | 稙通の養嫡男。出自は二条家（晴良の長男、稙通の大甥）。 | 正親町 |
| 87                         | | | 一条内基 いちじょう うちもと | 天正9年4月29日 （1581年5月31日） - 天正12年12月 （1585年1月） | 正二位左大臣 →従一位 | 房通の次男。 | 正親町 |
| 88                         | | | 二条昭実 にじょう あきさね | 天正13年2月12日 （1585年3月13日） - 天正13年7月11日 （1585年8月6日）                                                                                                 | 正二位左大臣 →散官 | 晴良の嫡男。 任官直後に関白相論が発生、関白職を羽柴秀吉に譲る。 | 正親町 |
| 89                         | | | 羽柴（近衛）秀吉 はしば ひでよし | 天正13年7月11日 （1585年8月6日） - 天正19年12月27日 （1592年2月10日）                                                                                                | 従一位内大臣 →太政大臣 | 前久の猶子。出自は羽柴氏（戦国大名織田氏の陪臣）。 | 正親町 |
| 89                         | 豊臣秀吉 とよとみ の ひでよし | 秀吉は新たに豊臣氏を賜る。豊臣氏嫡流羽柴家と併せ、六摂家体制となる。                                                                                                 | | 天正13年7月11日 （1585年8月6日） - 天正19年12月27日 （1592年2月10日）                                                                                                | 従一位内大臣 →太政大臣 | | 正親町 |
| 89                         | 豊臣秀吉 とよとみ の ひでよし | 秀吉は新たに豊臣氏を賜る。豊臣氏嫡流羽柴家と併せ、六摂家体制となる。                                                                                                 | 後陽成 | 天正13年7月11日 （1585年8月6日） - 天正19年12月27日 （1592年2月10日）                                                                                                | 従一位内大臣 →太政大臣 | | |
| 90                         | | | 豊臣秀次 とよとみ の ひでつぐ | 天正19年12月27日 （1592年2月10日） - 文禄4年7月8日 （1595年8月13日）                                                                                                 | 正二位内大臣 →左大臣 | 秀吉の養嫡男。出自は秀吉の甥。 秀吉の勘気に触れ、解任される（秀次事件）。 | |
| -                          | 任官者なし | 任官者なし | 任官者なし | 任官者なし | 任官者なし | 秀吉は嫡男秀頼の成長まで他の摂関任官を許さず、秀吉没後暫くの間まで空位が続く。 | |
| 江戸時代                   | | | | | | | |
| （86）                     | | | 九条兼孝 くじょう かねたか | 慶長5年12月19日 （1601年1月23日） - 慶長9年11月10日 （1604年12月30日）                                                                                               | 准三宮従一位左大臣 →散官 | | 後陽成 |
| 91                         | | | 近衛信尹 このえ のぶただ | 慶長10年7月23日 （1605年9月6日） - 慶長11年11月11日 （1606年12月10日）                                                                                               | 従一位前左大臣 →准三宮 | 後陽成天皇の義兄。前久の嫡男。 | 後陽成 |
| 92                         | | | 鷹司信房 たかつかさ のぶふさ | 慶長11年11月11日 （1606年12月10日） - 慶長13年12月26日 （1609年1月30日）                                                                                             | 従一位左大臣 | 忠冬の養嫡男。出自は二条家（晴良の四男）。 | 後陽成 |
| 93                         | | | 九条忠栄 くじょう ただひで | 慶長13年12月26日 （1609年1月30日） - 慶長17年7月25日 （1612年8月21日）                                                                                               | 正二位右大臣 →左大臣 | 兼孝の嫡男。 | 後陽成 |
| 93                         | 後水尾 | | 九条忠栄 くじょう ただひで | 慶長13年12月26日 （1609年1月30日） - 慶長17年7月25日 （1612年8月21日）                                                                                               | 正二位右大臣 →左大臣 | 兼孝の嫡男。 | |
| 94                         | | | 鷹司信尚 たかつかさ のぶひさ | 慶長17年7月25日 （1612年8月21日） - 元和元年7月27日 （1615年9月19日）                                                                                                | 正二位右大臣 →従一位 →左大臣 | 信房の嫡男。 大坂の陣で羽柴家滅亡、五摂家体制に戻る。 | |
| （88）                     | | | 二条昭実 にじょう あきさね | 元和元年7月28日 （1615年9月20日） - 元和5年7月14日 （1619年8月23日）                                                                                                 | 准三宮従一位前左大臣 | 在官中に薨御。 | |
| （93）                     | | | 九条忠栄 くじょう ただひで | 元和5年9月14日 （1619年10月21日） - 元和9年閏8月16日 （1623年10月10日）                                                                                              | 従一位前左大臣 | | |
| 95                         | | | 近衛信尋 このえ のぶひろ | 元和9年閏8月16日 （1623年10月10日） - 寛永6年8月1日 （1629年9月17日）                                                                                                | 従一位左大臣 | 後陽成天皇の第四皇子、後水尾天皇の弟。 信尹の養嫡男（信尹の甥）。近衛家は皇別摂家となる。 | |
| 96                         | | | 一条兼遐 いちじょう かねとお | 寛永6年8月28日 （1629年10月14日） - 寛永6年11月8日 （1629年11月22日）                                                                                                | 正二位右大臣 →左大臣 →散官 | 後陽成天皇の第九皇子、後水尾天皇の弟。 内基の養嫡男。一条家は皇別摂家となる。 | |
| 96                         | 一条兼遐 いちじょう かねとお | | 寛永6年11月8日 （1629年11月22日） - 寛永11年9月26日 （1634年11月16日）                                                                                               | 明正天皇の叔父。 | 正二位右大臣 →左大臣 →散官 | 明正 | |
| 97                         | | 二条康道 にじょう やすみち | | 寛永12年10月10日 （1635年11月19日） - 正保4年正月3日 （1647年2月7日）                                                                                                | 正二位左大臣 →散官 | 明正 | 明正天皇の義叔父。 昭実の養嫡男。出自は九条家（忠栄の長男、昭実の大甥）。                                                                                            |
| 97                         | 後光明天皇の義叔父。 | 二条康道 にじょう やすみち | 後光明 | 寛永12年10月10日 （1635年11月19日） - 正保4年正月3日 （1647年2月7日）                                                                                                | 正二位左大臣 →散官 | | |
| 98                         | | 九条道房 くじょう みちふさ | 後光明 | | 正保4年正月5日 （1647年2月9日） - 正保4年正月10日 （1647年2月14日）                                                                                                  | 正二位左大臣 | 忠栄の嫡男。 在官中に薨御。 |
| 99                         | | 一条昭良 いちじょう あきよし | 後光明 | | 正保4年3月28日 （1647年5月2日） - 正保4年7月27日 （1647年8月27日）                                                                                                   | 従一位前左大臣 | |
| 99                         | | 一条昭良 いちじょう あきよし | 後光明 | 正保4年7月27日 （1647年8月27日） - 慶安4年9月27日 （1651年11月10日）                                                                                                 | | 従一位前左大臣 | |
| 100                        | | | 後光明 | 近衛尚嗣 このえ ひさつぐ | 慶安4年12月8日 （1652年1月18日） - 承応2年7月17日 （1653年9月8日）                                                                                                   | 従一位左大臣 →散官 | 後光明天皇の従兄、義兄。 信尋の嫡男。 |
| 101                        | | | 後光明 | 二条光平 にじょう みつひら | 承応2年9月21日 （1653年11月11日） - 寛文3年正月26日 （1663年3月5日）                                                                                                 | 正二位左大臣 →従一位 →散官 | 後光明天皇の従兄、義兄。 康道の嫡男。 |
| 101                        | 後西天皇の従兄、義兄。 | 後西 | | 二条光平 にじょう みつひら | 承応2年9月21日 （1653年11月11日） - 寛文3年正月26日 （1663年3月5日）                                                                                                 | 正二位左大臣 →従一位 →散官 | |
| 101                        | 二条光平 にじょう みつひら | | 寛文3年正月26日 （1663年3月5日） - 寛文4年9月17日 （1664年11月4日）                                                                                                  | 霊元天皇の従兄、義兄。 | 霊元 | 正二位左大臣 →従一位 →散官 | |
| 102                        | | 鷹司房輔 たかつかさ ふさすけ | | 寛文4年9月27日 （1664年11月14日） - 寛文8年3月16日 （1668年4月27日）                                                                                                 | 霊元 | 正二位左大臣 →散官 | 信尚の孫（信尚の嫡男教平の嫡男）。 |
| 102                        | | 鷹司房輔 たかつかさ ふさすけ | 寛文8年3月16日 （1668年4月27日） - 天和2年2月18日 （1682年3月26日）                                                                                                  | | 霊元 | 正二位左大臣 →散官 | 信尚の孫（信尚の嫡男教平の嫡男）。 |
| 103                        | | | 一条冬経 いちじょう ふゆつね | 天和2年2月24日 （1682年4月1日） - 貞享4年3月21日 （1687年5月2日） | 霊元 | 正二位右大臣 →散官 | 昭良の孫（昭良の嫡男教輔の嫡男）。 |
| 103                        | 一条冬経 いちじょう ふゆつね | | 貞享4年3月21日 （1687年5月2日） - 元禄2年3月27日 （1689年5月16日）                                                                                                   | 東山 | | 正二位右大臣 →散官 | 昭良の孫（昭良の嫡男教輔の嫡男）。 |
| 103                        | | 一条冬経 いちじょう ふゆつね | 元禄2年3月27日 （1689年5月16日） - 元禄3年正月13日 （1690年2月21日）                                                                                                 | 東山 | | 正二位右大臣 →散官 | 昭良の孫（昭良の嫡男教輔の嫡男）。 |
| 104                        | | | 近衛基煕 このえ もとてる | 東山 | 元禄3年正月13日 （1690年2月21日） - 元禄16年正月14日 （1703年3月1日）                                                                                                | 従一位左大臣 →散官 | 尚嗣の嫡男。 |
| 105                        | | | 鷹司兼煕 たかつかさ かねひろ | 東山 | 元禄16年正月14日 （1703年3月1日） - 宝永4年11月27日 （1707年12月20日）                                                                                               | 正二位左大臣 →散官 | 房輔の嫡男。 |
| 106                        | | | 近衛家煕 このえ いえひろ | 東山 | 宝永4年11月27日 （1707年12月20日） - 宝永6年6月21日 （1709年7月27日）                                                                                                | 正二位左大臣 →散官 →従一位 →太政大臣 →散官 | 東山天皇の義兄。 基熙の嫡男。 |
| 106                        | 近衛家煕 このえ いえひろ | | 宝永6年6月21日 （1709年7月27日） - 正徳2年8月28日 （1712年9月28日）                                                                                                  | 中御門天皇の義叔父。 | 中御門 | 正二位左大臣 →散官 →従一位 →太政大臣 →散官 | |
| 107                        | | 九条輔実 くじょう すけさね | | 正徳2年8月28日 （1712年9月28日） - 享保元年11月1日 （1716年12月14日）                                                                                                | 中御門 | 従一位左大臣 →散官 | 道房の孫（道房の女婿兼晴の嫡男、兼晴は鷹司教平の三男）。 |
| 107                        | | 九条輔実 くじょう すけさね | 享保元年11月1日 （1716年12月14日） - 享保7年正月13日 （1722年2月28日）                                                                                               | | 中御門 | 従一位左大臣 →散官 | 道房の孫（道房の女婿兼晴の嫡男、兼晴は鷹司教平の三男）。 |
| 108                        | | | 二条綱平 にじょう つなひら | 享保7年正月13日 （1722年2月28日） - 享保11年6月1日 （1726年6月30日）                                                                                                 | 中御門 | 従一位左大臣 →散官 | 光平の養嫡男。出自は九条家（兼晴の次男）。 |
| 109                        | | | 近衛家久 このえ いえひさ | 享保11年6月1日 （1726年6月30日） - 元文元年8月27日 （1736年10月1日）                                                                                                 | 中御門 | 従一位左大臣 →散官 →太政大臣 →散官 | 中御門天皇の従兄。 家煕の嫡男。 |
| 109                        | 桜町天皇の義兄。 | 桜町 | 近衛家久 このえ いえひさ | 享保11年6月1日 （1726年6月30日） - 元文元年8月27日 （1736年10月1日）                                                                                                 | | 従一位左大臣 →散官 →太政大臣 →散官 | |
| 110                        | | 桜町 | | 二条吉忠 にじょう よしただ | 元文元年8月27日 （1736年10月1日） - 元文2年8月3日 （1737年8月28日）                                                                                                  | 従一位左大臣 | 桜町天皇の岳父。 綱平の嫡男。 在官中に薨御。 |
| 111                        | | 桜町 | | 一条兼香 いちじょう かねよし | 元文2年8月29日 （1737年9月23日） - 延享3年12月15日 （1747年1月25日）                                                                                                 | 従一位右大臣 →左大臣 →散官 →太政大臣 | 冬経の養嫡男。出自は鷹司家（房輔の子）。 |
| 112                        | | 桜町 | | 一条道香 いちじょう みちよし | 延享3年12月15日 （1747年1月25日） - 延享4年5月2日 （1747年6月9日）                                                                                                   | 従一位左大臣 →散官 | 兼香の嫡男。 |
| 112                        | 一条道香 いちじょう みちよし | | 延享4年5月2日 （1747年6月9日） - 宝暦5年2月19日 （1755年3月31日） | 桃園天皇の義兄。 | 桃園 | 従一位左大臣 →散官 | |
| 112                        | | 一条道香 いちじょう みちよし | 宝暦5年2月19日 （1755年3月31日） - 宝暦7年3月16日 （1757年5月3日）                                                                                                   | 桃園天皇の義兄。 | 桃園 | 従一位左大臣 →散官 | |
| 113                        | | | 近衛内前 このえ うちさき | 宝暦7年3月16日 （1757年5月3日） - 宝暦12年7月12日 （1762年8月31日）                                                                                                  | 桃園 | 従一位左大臣 →散官 →太政大臣 →散官 →太政大臣 →准三宮 | 家久の嫡男。 |
| 113                        | 近衛内前 このえ うちさき | | 宝暦12年7月27日 （1762年9月19日） - 明和9年8月22日 （1772年9月19日）                                                                                                 | 後桜町 | | 従一位左大臣 →散官 →太政大臣 →散官 →太政大臣 →准三宮 | 家久の嫡男。 |
| 113                        | 近衛内前 このえ うちさき | 後桃園天皇の岳父。 | 宝暦12年7月27日 （1762年9月19日） - 明和9年8月22日 （1772年9月19日）                                                                                                 | 後桃園 | | 従一位左大臣 →散官 →太政大臣 →散官 →太政大臣 →准三宮 | |
| 113                        | | 後桃園天皇の岳父。 | 近衛内前 このえ うちさき | 後桃園 | 明和9年8月22日 （1772年9月19日） - 安永7年2月8日 （1778年3月6日） | 従一位左大臣 →散官 →太政大臣 →散官 →太政大臣 →准三宮 | |
| 114                        | | | 九条尚実 くじょう なおさね | 後桃園 | 安永7年2月8日 （1778年3月6日） - 安永8年10月29日 （1779年12月6日）                                                                                                   | 従一位左大臣 →散官 →太政大臣 →散官 | 輔実の三男。 |
| 114                        | 九条尚実 くじょう なおさね | | 安永8年11月25日 （1780年1月1日） - 天明5年2月19日 （1785年3月29日）                                                                                                  | 光格 | | 従一位左大臣 →散官 →太政大臣 →散官 | 輔実の三男。 |
| 114                        | | 九条尚実 くじょう なおさね | 天明5年2月19日 （1785年3月29日） - 天明7年3月1日 （1787年4月18日）                                                                                                   | 光格 | | 従一位左大臣 →散官 →太政大臣 →散官 | 輔実の三男。 |
| 115                        | | | 鷹司輔平 たかつかさ すけひら | 光格 | 天明7年3月1日 （1787年4月18日） - 寛政3年8月20日 （1791年9月17日）                                                                                                   | 従一位左大臣 →散官 | 閑院宮直仁親王の第四皇子。光格天皇の叔父。 兼煕の系譜上の玄孫。鷹司家は皇別摂家となる。                                                                              |
| 116                        | | | 一条輝良 いちじょう てるよし | 光格 | 寛政3年8月20日 （1791年9月17日） - 寛政7年10月14日 （1795年11月25日）                                                                                                | 従一位左大臣 →散官 | 道香の嫡男。 |
| 117                        | | | 鷹司政煕 たかつかさ まさひろ | 光格 | 寛政7年11月16日 （1795年12月26日） - 文化11年9月16日 （1814年10月28日）                                                                                              | 正二位左大臣 →従一位 →散官 | 光格天皇の従兄。 輔平の嫡男。 |
| 118                        | | | 一条忠良 いちじょう ただよし | 光格 | 文化11年9月16日 （1814年10月28日） - 文政6年3月19日 （1823年4月29日）                                                                                                | 従一位左大臣 →散官 | 輝良の嫡男。 |
| 118                        | 仁孝 | | 一条忠良 いちじょう ただよし | | 文化11年9月16日 （1814年10月28日） - 文政6年3月19日 （1823年4月29日）                                                                                                | 従一位左大臣 →散官 | 輝良の嫡男。 |
| 119                        | | | 鷹司政通 たかつかさ まさみち | 文政6年3月19日 （1823年4月29日） - 安政3年8月8日 （1856年9月6日） | 従一位左大臣 →散官 →太政大臣 →散官 | 仁孝天皇の義兄。 政煕の嫡男。 | |
| 119                        | 孝明天皇の義外伯父。 | 孝明 | 鷹司政通 たかつかさ まさみち | 文政6年3月19日 （1823年4月29日） - 安政3年8月8日 （1856年9月6日） | 従一位左大臣 →散官 →太政大臣 →散官 | | |
| 120                        | | 孝明 | | 九条尚忠 くじょう ひさただ | 安政3年8月8日 （1856年9月6日） - 文久2年6月23日 （1862年7月19日） | 従一位左大臣 →散官 | 尚実の系譜上の玄孫。出自は二条家。 公武合体派として活躍する。攘夷派が権力を握るとこれを糾弾され、辞官、謹慎する。                                                    |
| 121                        | | 孝明 | | 近衛忠煕 このえ ただひろ | 文久2年6月23日 （1862年7月19日） - 文久3年正月23日 （1863年3月12日）                                                                                                 | 従一位前左大臣 | 内前の曾孫。 |
| 122                        | | 孝明 | | 鷹司輔煕 たかつかさ すけひろ | 文久3年正月23日 （1863年3月12日） - 文久3年12月23日 （1864年1月31日）                                                                                                | 従一位前左大臣 | 政通の嫡男。 長州藩の後援として攘夷運動を推進させる。八月十八日の政変で長州藩が追放されて後はその復帰を働きかけるが、島津久光らに引導を渡される。                    |
| 123                        | | 孝明 | | 二条斉敬 にじょう なりゆき | 文久3年12月23日 （1864年1月31日） - 慶応2年12月25日 （1867年1月30日）                                                                                                | 従一位左大臣 →散官 | 吉忠の系譜上の来孫。 親幕派として政務をとる。孝明天皇の崩御後は、攘夷派の反撃にあう。                                                                                |
| 123                        | 二条斉敬 にじょう なりゆき | | 慶応3年正月9日 （1867年2月13日） - 慶応3年12月9日 （1868年1月3日）                                                                                                   | 明治 | | 従一位左大臣 →散官 | 吉忠の系譜上の来孫。 親幕派として政務をとる。孝明天皇の崩御後は、攘夷派の反撃にあう。                                                                                |
| -                          | 官職なし | 官職なし | 官職なし | 官職なし | 官職なし | 慶応3年12月9日（1868年1月3日）、王政復古の大号令を渙発。摂関職は廃絶される。 | |
| 大日本帝国憲法国制下       | | | | | | | |
| -                          | 1889年（明治22年）11月3日、大日本帝国憲法発布に併せて皇室典範を制定、摂政職のみ復活する。                                                                            | 1889年（明治22年）11月3日、大日本帝国憲法発布に併せて皇室典範を制定、摂政職のみ復活する。                                                                            | 1889年（明治22年）11月3日、大日本帝国憲法発布に併せて皇室典範を制定、摂政職のみ復活する。                                                                            | 1889年（明治22年）11月3日、大日本帝国憲法発布に併せて皇室典範を制定、摂政職のみ復活する。                                                                            | 1889年（明治22年）11月3日、大日本帝国憲法発布に併せて皇室典範を制定、摂政職のみ復活する。                                                                            | 1889年（明治22年）11月3日、大日本帝国憲法発布に併せて皇室典範を制定、摂政職のみ復活する。 | 1889年（明治22年）11月3日、大日本帝国憲法発布に併せて皇室典範を制定、摂政職のみ復活する。                                                                            |
| -                          | 任官者なし | 任官者なし | 官職なし | | | | 明治 |
| -                          | 任官者なし | 任官者なし | 官職なし | 大正 | | | |
| 124                        | | 裕仁親王 ひろひとしんのう | 官職なし | 1921年（大正10年） 11月25日 - 1926年（大正15年） 12月25日 | | 大正天皇の皇太子。迪宮。 昭和天皇として即位。 | |
| -                          | 任官者なし | 任官者なし | 官職なし | | | | 昭和 |
| 日本国憲法国制下           | | | | | | | |
| -                          | 1947年（昭和22年）1月16日、日本国憲法発布に先んじて皇室典範を改正する。                                                                                              | 1947年（昭和22年）1月16日、日本国憲法発布に先んじて皇室典範を改正する。                                                                                              | 1947年（昭和22年）1月16日、日本国憲法発布に先んじて皇室典範を改正する。                                                                                              | 1947年（昭和22年）1月16日、日本国憲法発布に先んじて皇室典範を改正する。                                                                                              | 1947年（昭和22年）1月16日、日本国憲法発布に先んじて皇室典範を改正する。                                                                                              | 1947年（昭和22年）1月16日、日本国憲法発布に先んじて皇室典範を改正する。 | 1947年（昭和22年）1月16日、日本国憲法発布に先んじて皇室典範を改正する。                                                                                              |
| -                          | 任官者なし | 任官者なし | 官職なし | | | | 昭和 |
| -                          | 任官者なし | 任官者なし | 官職なし | 明仁 | | | |
| -                          | 任官者なし | 任官者なし | 官職なし | 徳仁 | | | |